# Teeworlds
Teeworlds je svobodná z boku viděná počítačová hra pro více hráčů s otevřeným zdrojovým kódem. Hra má jednoduchou komiksově laděnou grafiku i fyziku. Ovládání je inspirováno převážně žánrem klasických stříleček. Poslední vydaná verze hry s označením 0.6.1 vyšla 31. července 2011 a hra se nadále aktivně vyvíjí. Ve verzi 0.4.0 byla hra i její web přejmenován z původního Teewars na aktuální Teeworlds s odvoláním vývojářů na nespecifikované právní důvody.
Hra je stále ve vývoji a přibývají do ní nové prvky. Poslední stabilní i vývojářská verze je dostupná zdarma ke stažení na oficiálním webu. V současné době jsou k dispozici verze pro operační systémy Microsoft Windows, Linux, Mac OS X, AmigaOS 4, MorphOS. V prosinci 2007 byl zdrojový kód hry zpřístupněn v souladu s podmínkami podobnými BSD licenci[zdroj?]. S ohledem na financování hardwaru pro běh a hostování serverů přijímají autoři hry dobrovolné příspěvky.
Vzhledem k útokům hackerů a spamu se hlavní vývojář, Magnus Auvinen, rozhodl 29. srpna 2010 zastavit oficiální vývoj a podporu Teeworlds. Ten samý den vybral nový tým, sestavený ze spolehlivých dobrovolníků, aby pokračoval ve vývoji a podpoře hry i webu.

## Hratelnost
Teeworlds jako hra reprezentuje mix klasické na spritech založené střílečky a arkády z éry moderních stříleček. Hra probíhá na dvourozměrných z boku viděných mapách s paralaxním posuvem vrstev. V ovládání využívá klasické FPS prvky pro pohyb a změnu zbraní či míření pomocí myši. Součástí hry je také vystřelovací hák nebo dvojitý skok umožňující lepší manévrování.
Zbraně jsou inspirovány hrami jako Quake nebo Unreal Tournament. Po vstupu do hry má hráč k dispozici dvě základní: kladivo a pistolku. Kladivo neobsahuje munici a dává zranění -3, používá se pouze pro boj zblízka. Pistolka je jediná zbraň ve hře, jejíž munice se sama obnovuje, ale dává nejnižší zranění -1. V mapách pak může hráč najít další tři zbraně: brokovnici, granátomet a laser. Brokovnice vystřelí 5 broků s rozptylem, každý brok zraňuje o -1. Granátomet vystřelí nepřímo letící nábojnici která způsobí výbuch při dopadu. Při správném použití může granátomet zvýšit rychlost hráče a používá se i při rocketjumpu. Laser (někdy též puška) byl zaveden ve verzi 0.4.0 a střílí rovný paprsek, který se může odrazit i za roh. Ve hře se nenachází náboje do zbraní, doplnit munici je možné opětovným sebráním příslušné zbraně. Pro obnovu zdraví nebo štítu je možné sbírat srdíčka a štítky, nacházející se na herní mapě. Srdíčka, štítky i zbraně se po sebrání za nějaký čas samy obnoví. Vedle již jmenovaných zbraní se ve hře může nacházet i katana, takzvaná power-up zbraň - má nejdelší čas obnovy a způsobuje největší zranění ze všech zbraní. Její použití je časově omezené a brání hráči v přepínání na jiné zbraně.

### Herní módy
V současné době jsou jedinými oficiálními módy Deathmatch, Team Deathmatch and Capture The Flag. Další oblíbené módy jsou například Blocker, zCatch, DDRace nebo Gores.

## Tvorba uživatelů
Teeworlds obsahuje editor map a používá jednoduchý systém obrázků pro většinu grafického obsahu hry. Ten proto může být snadno upraven a rozšířen, ať už jde o drobné změny nebo úpravy samotné hry. Existuje několik komunitou vytvořených modifikací, které se zakládají na klasickém herním serveru Teeworlds. Kód je navržen tak, aby se daly herní módy vytvářet snadnou úpravou serveru bez nutnosti zásahu do herního klienta.